# Verbandsgemeinde Zweibrücken-Land
Die Verbandsgemeinde Zweibrücken-Land ist eine Gebietskörperschaft im Landkreis Südwestpfalz in Rheinland-Pfalz. Sie hat ihren Sitz in der kreisfreien Stadt Zweibrücken
im ehemaligen Verwaltungsgebäude des früheren Landratsamtes.
Der Verbandsgemeinde gehören 16 eigenständige Ortsgemeinden und die Stadt Hornbach an. Die größte Ortsgemeinde innerhalb der Verbandsgemeinde ist Contwig, gelegen am Schwarzbach.

## Verbandsangehörige Gemeinden
| Ortsgemeinde, Stadt               | Fläche (km²) | Einwohner |
| --------------------------------- | ------------ | --------- |
| Althornbach                       | 5,59         | 680       |
| Battweiler                        | 5,67         | 651       |
| Bechhofen                         | 6,59         | 2.171     |
| Contwig                           | 24,74        | 5.051     |
| Dellfeld                          | 7,24         | 1.408     |
| Dietrichingen                     | 9,39         | 348       |
| Großbundenbach                    | 6,90         | 338       |
| Großsteinhausen                   | 4,84         | 572       |
| Hornbach, Stadt                   | 13,32        | 1.419     |
| Käshofen                          | 8,82         | 618       |
| Kleinbundenbach                   | 5,00         | 437       |
| Kleinsteinhausen                  | 5,73         | 761       |
| Mauschbach                        | 4,45         | 302       |
| Riedelberg                        | 5,23         | 453       |
| Rosenkopf                         | 2,47         | 365       |
| Walshausen                        | 4,63         | 317       |
| Wiesbach                          | 4,07         | 479       |
| Verbandsgemeinde Zweibrücken-Land | 124,69       | 16.370    |

(Einwohner am 31. Dezember 2023)

## Geschichte
Die Verbandsgemeinde Zweibrücken-Land wurde im Rahmen der in den 1960er Jahren begonnenen rheinland-pfälzischen Funktional- und Gebietsreform auf der Grundlage des „Dreizehnten Landesgesetzes über die Verwaltungsvereinfachung im Lande Rheinland-Pfalz“ vom 1. März 1972, in Kraft getreten am 22. April 1972, neu gebildet.
Zuvor galten im damaligen Regierungsbezirk Pfalz im Wesentlichen die aus der Pfalz (Bayern) (1816 bis 1946) stammenden Verwaltungsstrukturen.

## Bevölkerungsentwicklung
Die Entwicklung der Einwohnerzahl bezogen auf das Gebiet der heutigen Verbandsgemeinde Zweibrücken-Land; die Werte von 1871 bis 1987 beruhen auf Volkszählungen:
| Jahr | Einwohner |
| 1815 | 7.014     |
| 1835 | 8.970     |
| 1871 | 9.273     |
| 1905 | 11.010    |
| 1939 | 13.831    |
| 1950 | 13.648    |

| Jahr | Einwohner |
| 1961 | 15.543    |
| 1970 | 16.459    |
| 1987 | 15.571    |
| 1997 | 17.539    |
| 2005 | 17.326    |
| 2023 | 16.370    |

## Politik

### Verbandsgemeinderat
Der Verbandsgemeinderat Zweibrücken-Land besteht aus 32 ehrenamtlichen Ratsmitgliedern, die bei der Kommunalwahl am 9. Juni 2024 in einer personalisierten Verhältniswahl gewählt wurden, und dem Vorsitzenden.
Die Sitzverteilung im Verbandsgemeinderat:
| Wahl | SPD | CDU | Grüne | FDP | UWG | Gesamt   |
| ---- | --- | --- | ----- | --- | --- | -------- |
| 2024 | 9   | 12  | 2     | 5   | 4   | 32 Sitze |
| 2019 | 10  | 10  | 4     | 5   | 3   | 32 Sitze |
| 2014 | 13  | 11  | 2     | 4   | 2   | 32 Sitze |
| 2009 | 13  | 11  | –     | 5   | 3   | 32 Sitze |
| 2004 | 11  | 13  | –     | 5   | 3   | 32 Sitze |

- UWG = Unabhängige Wählergemeinschaft Zweibrücken-Land e. V.

### Bürgermeister
Björn Bernhard (CDU) wurde am 1. Juni 2020 Bürgermeister der Verbandsgemeinde Zweibrücken-Land. Bei der Direktwahl am 20. Oktober 2019 hatte er sich mit 56,5 % der Stimmen gegen den bisherigen Amtsinhaber Jürgen Gundacker (SPD) durchgesetzt, der die Aufgabe seit 2012 ausgeübt hatte. Die Amtszeit beträgt acht Jahre.
Ehemalige Bürgermeister
- 2012–2020 Jürgen Gundacker
- 1992–2012 Kurt Pirmann

### Wappen
Die Blasonierung des Wappens lautet: „In sechzehnfach von Gold und Rot geteiltem Schildbord, von Silber und Rot gespalten, rechts der heilige Pirmin, wachsend, in gold-rotem bischöflichem Ornat mit goldbesetzter roter Mitra, goldenem Evangelienbuch und Krummstab, links ein linksgewendetes goldnimbiertes silbernes Lamm mit silberner Kreuzesfahne mit rotem Kreuz, überhöht von einer goldenen Rose mit roten Butzen.“
Das Wappen wurde 1981 von der Bezirksregierung Neustadt genehmigt.

## Verkehr
Dellfeld und Contwig besitzen je zwei Halte entlang der Bahnstrecke Landau–Rohrbach. Von 1913 bis 1971 existierte die Hornbachbahn, die Althornbach und Hornbach an das Eisenbahnnetz anband.